# El conjuro (Goya)
El conjuro es una obra de Francisco de Goya que pertenece a una serie de seis pequeñas pinturas de gabinete, cada una de aproximadamente 43 × 30 cm, con la brujería como tema central. Las imágenes no forman una única historia en conjunto, ni tienen un significado común, por lo que conviene interpretar cada una individualmente. Toda la serie fue propiedad de los Duques de Osuna y adornaba su residencia de verano en la Alameda de Osuna. Además de El conjuro, la serie incluye la famosa El aquelarre, Vuelo de brujas, El convidado de piedra, El hechizado a la fuerza y La cocina de las brujas. Cuatro de los cuadros se conservan en diversas colecciones públicas, uno en una colección privada y el último se considera perdido.

## De fondo

### Patronazgo de los Duques de Osuna
En las primeras etapas de su carrera en Madrid, Goya trabajó principalmente para la Real Fábrica de Tapices, al tiempo que ampliaba su clientela privada entre la aristocracia y la burguesía de la capital. Importantes mecenas del pintor fueron los duques de Osuna: Pedro Téllez-Girón y su esposa María Josefa Pimentel. Formaban parte de la élite intelectual y eran figuras destacadas de la Ilustración española. Juntos organizaban tertulias en las que participaban destacados "ilustrados". Apoyaron activamente la cultura, acumularon una biblioteca impresionante y organizaron representaciones teatrales en su residencia. Extendieron su mecenazgo a científicos y artistas de la época, entre ellos Goya y Leandro Fernández de Moratín. Entre 1785 y 1817, Goya pintó para ellos unas 30 obras: retratos de los mecenas y sus hijos, escenas religiosas y pinturas de gabinete. También adquirieron las primeras ediciones de la serie de grabados titulada Los caprichos. Después de la muerte del duque en 1807, el pintor continuó trabajando para la duquesa, incluyendo retratos de sus hijas e hijos adultos.

### La Alameda de Osuna
En 1783, el duque de Osuna adquirió terrenos y edificios en la localidad de La Alameda, entonces al noreste de Madrid, donde familias adineradas pasaban sus veranos, huyendo del bullicio de la ciudad. Numerosos proyectos urbanísticos encargados y ejecutados por el duque los transformaron en una gran finca de recreo, que pronto cambió su nombre por el de La Alameda de Osuna. En 1792, el patrimonio del duque incluía un palacio y, por iniciativa de la duquesa, se crearon también unos jardines conocidos como El Capricho. El duque de Osuna adquirió un ciclo de seis cuadros de pequeño formato de Goya para decorar el nuevo palacio. Se conserva una factura enviada al duque el 27 de junio de 1798 por las «seis obras sobre el tema de las brujas», por un total de 6.000 reales. 

A menudo se asume que las pinturas fueron creadas por pedido directo de la duquesa; sin embargo, no hay evidencia que respalde esto. Es posible que Goya presentara a sus mecenas obras terminadas que se ajustaran a sus gustos. Por esta razón, es difícil determinar si el pintor los creó con una habitación específica en mente o si su ubicación se decidió posteriormente. Se sabe que los cuadros colgaban en el primer piso, en el pasillo que conducía al estudio de la duquesa, que se llamaba "gabinete de países". El historiador del arte Frank Irving Heckes creía que esta sala albergaba la biblioteca del duque, por lo que Goya incluyó intencionadamente motivos literarios en sus composiciones. María Isabel Pérez Hernández, quien analizó el inventario de bienes realizado en 1834 tras la muerte de la duquesa, afirmó que los cuadros de Goya estaban entonces en el pasillo del "gabinete de países", pero los muebles y objetos que quedaban en esa estancia no indicaban que sirviera de biblioteca. Las obras de Goya, junto con sus grabados, fueron trasladadas allí en torno a 1845.

Serie de las brujerías
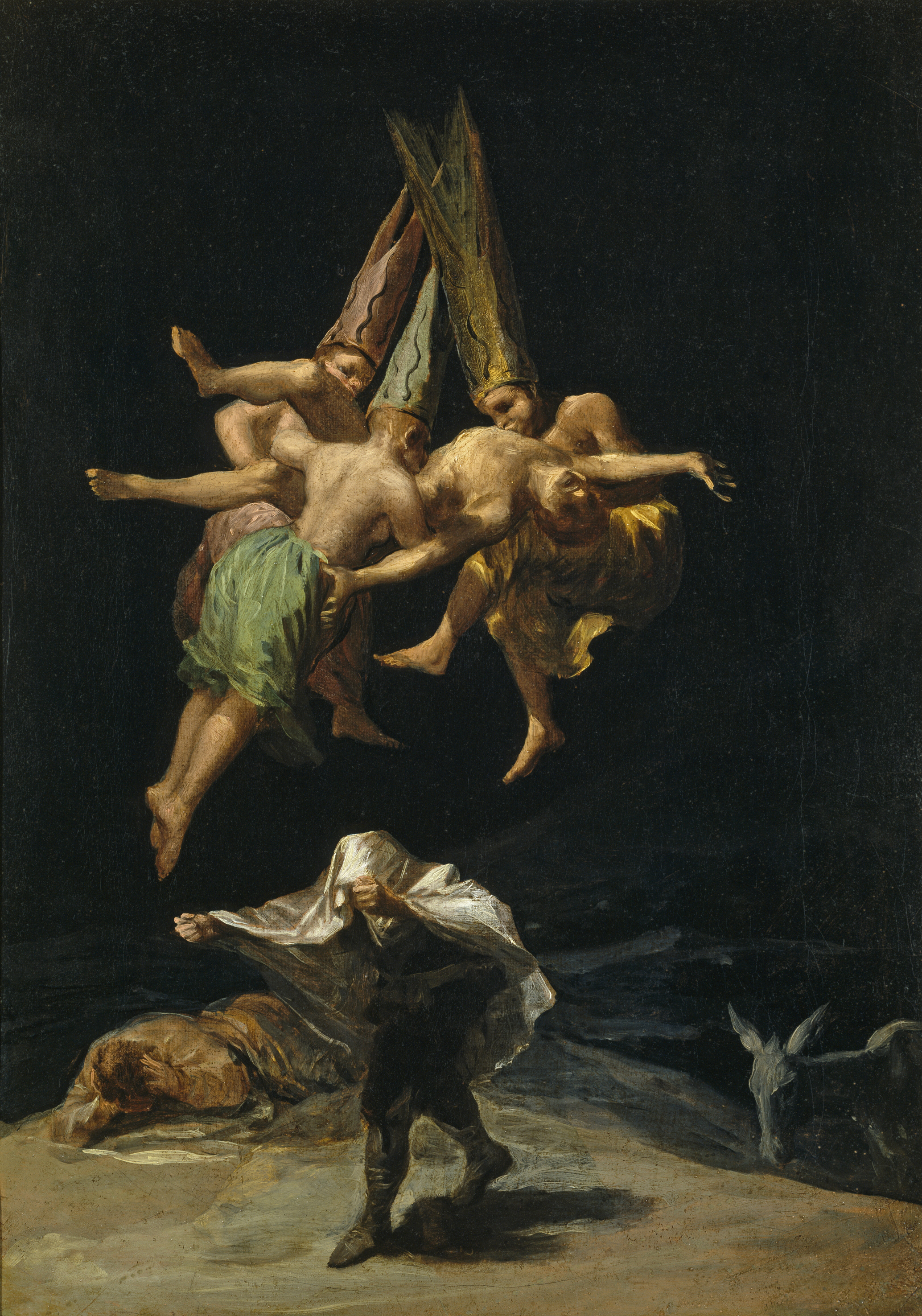
Vuelo de brujas.
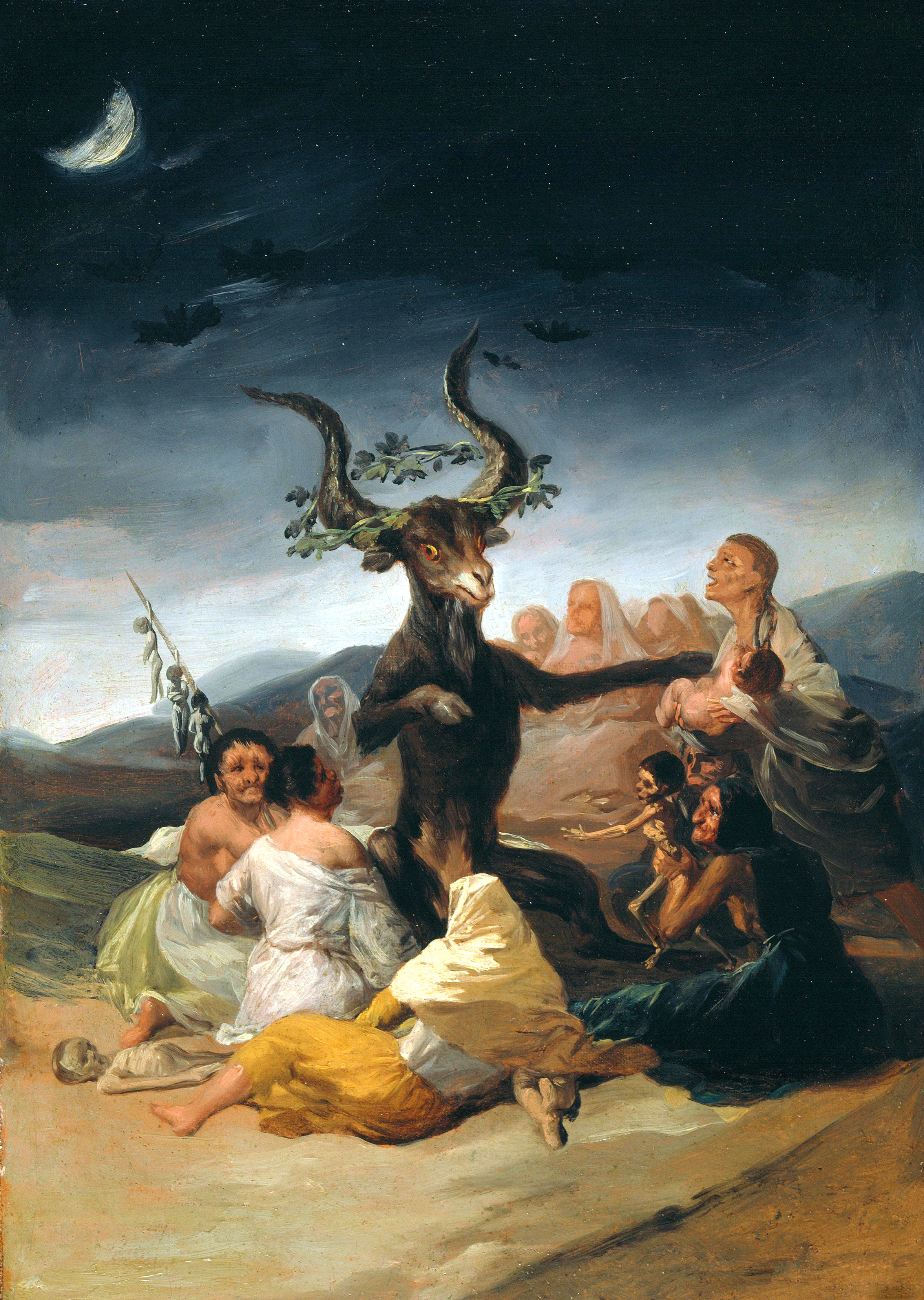
El aquelarre.
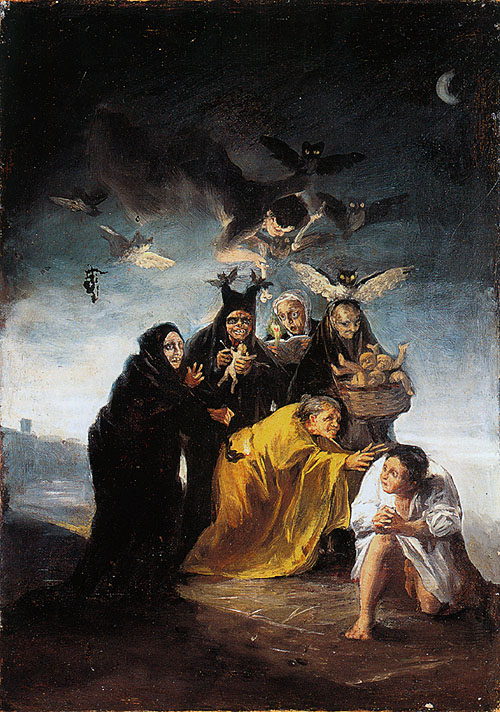
El conjuro.
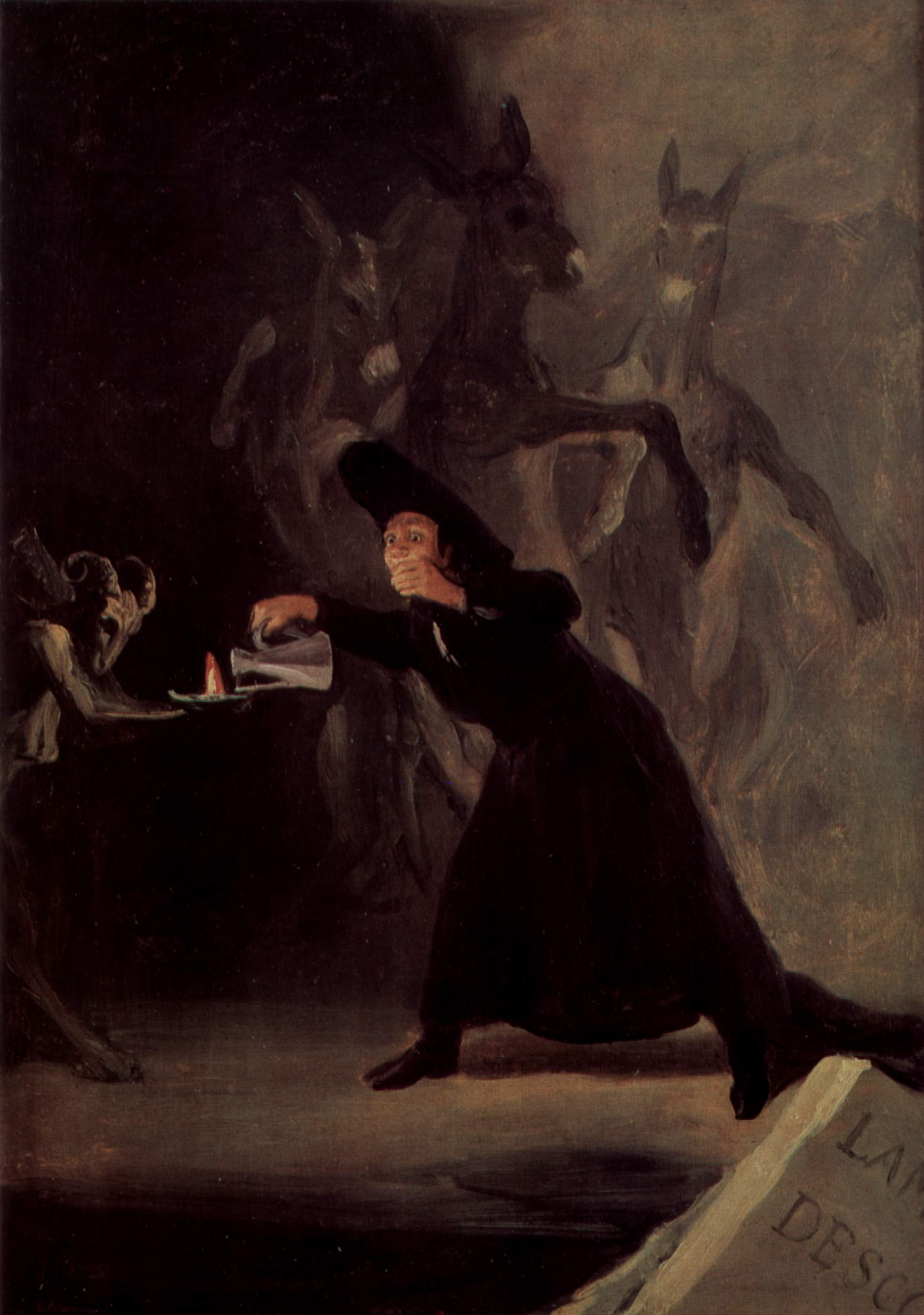
El hechizado a la fuerza.
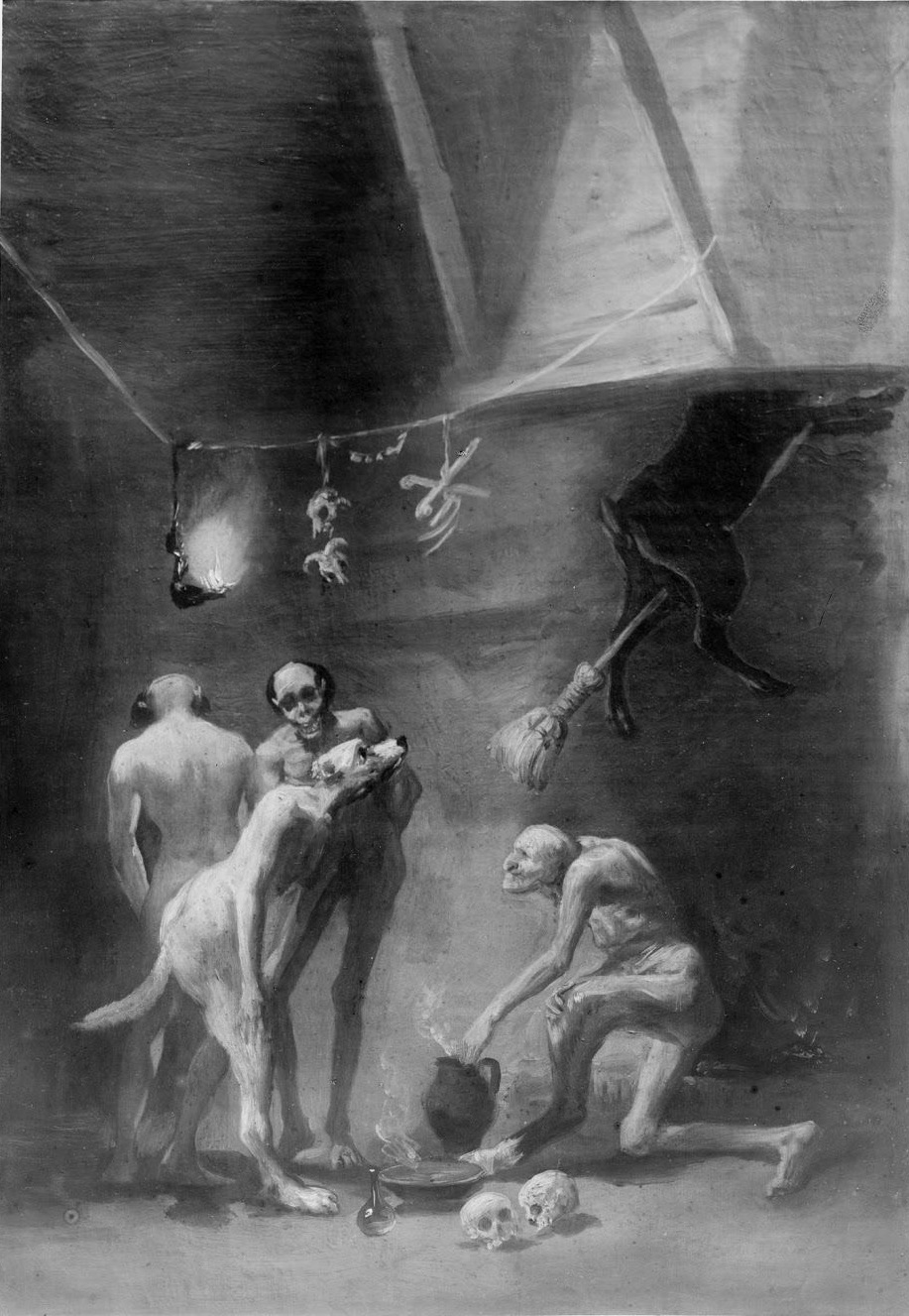
La cocina de las brujas.
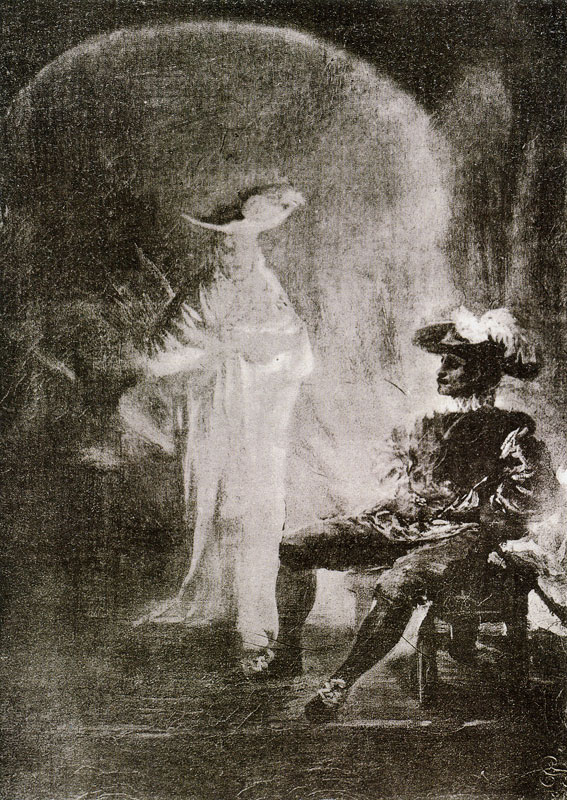
El convidado de piedra.

### Brujas y brujería

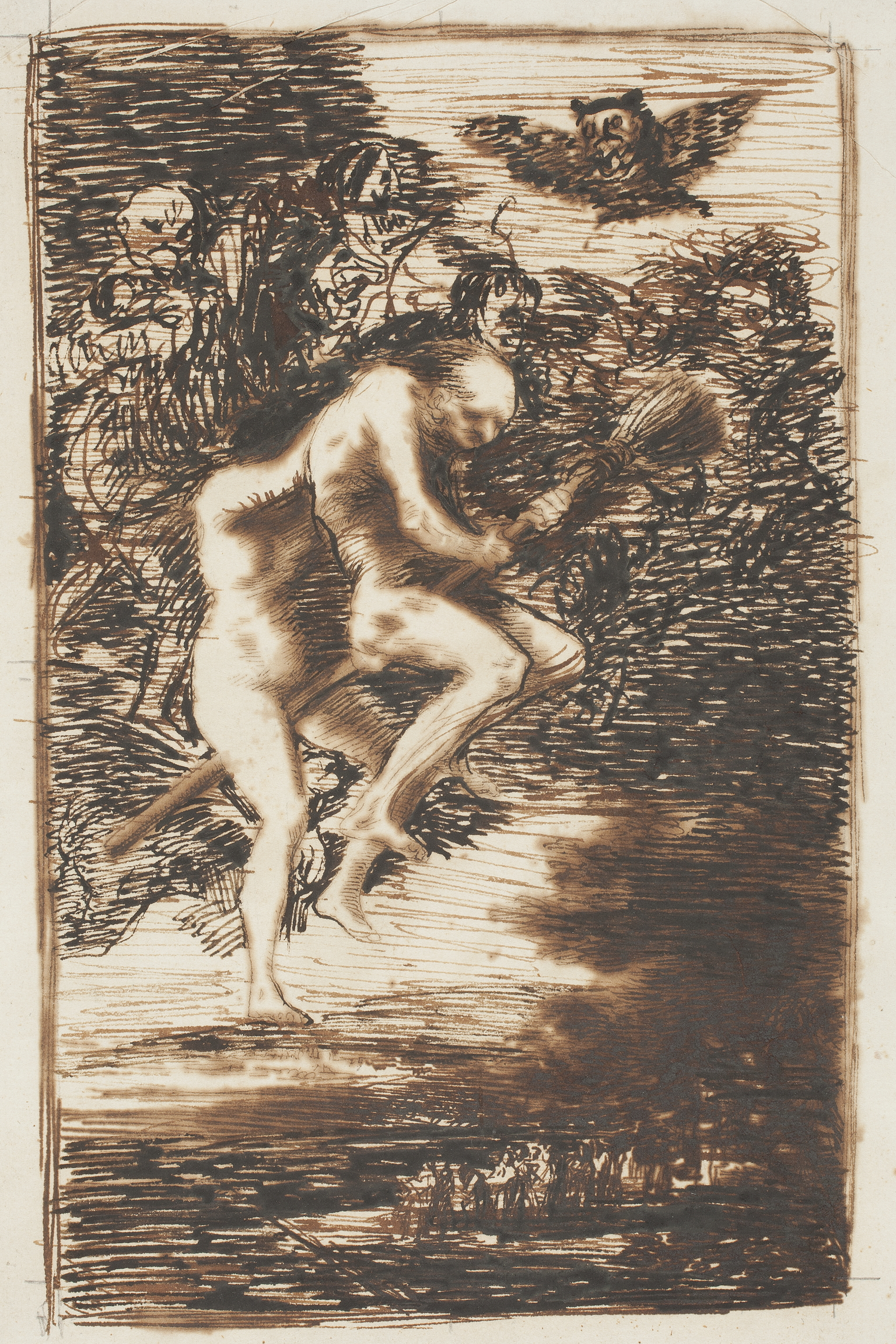
Dibujo preparatorio del capricho nº 68 Linda maestra, circa 1797.

Los temas de las obras eran las brujas y la brujería, entonces elementos importantes del folclore español. La creencia popular en la brujería y los demonios estaba aun muy extendida, y las investigaciones y los castigos de la Inquisición fortalecieron y legitimaron aún más estas supersticiones. Este motivo popular apareció en el arte, la literatura y el teatro, a menudo en forma de sátira. Goya se inspiró en las obras teatrales de Antonio de Zamora, que pudo ver en el teatro privado de los duques. La nobleza ilustrada dieciochesca, a la que pertenecían los duques de Osuna, no creía en la brujería; sin embargo, estaban fascinados por el tema de la hechicería, los fenómenos sobrenaturales y la cultura plebeya asociada. La biblioteca de los duques contenía libros sobre magia (incluidos el Malleus Maleficarum y Le Diable boiteux), para los que tenían un permiso especial del Santo Oficio. La madre de la duquesa era una apasionada del esoterismo y de novelas como Vathek de William Beckford.
El tema de la brujería tuvo un efecto similar en Goya, quien declaró no creer en las brujas y se consideraba escéptico, aunque sus obras a menudo presentaban demonios y figuras fantásticas. No está claro si la duquesa de Osuna sugirió los temas de las pinturas a Goya o si fueron fruto de su propia invención. Es posible que cuando Goya estaba trabajando en el retrato del general José de Urrutia por encargo de los duques, tuviera la oportunidad de mostrar a la duquesa dibujos de la colección titulada Sueños, donde abordó el tema de la brujería, para inspirarla.

### Datación
Lo más probable es que los cuadros fueran realizados entre 1797 y 1798, pero no después de la fecha que figura en la factura (27 de junio de 1798). Existen numerosas similitudes temáticas y compositivas con la serie de grabados Los caprichos, en la que Goya trabajaba al mismo tiempo.  Los caprichos sirvieron como una sátira de la sociedad española y una crítica del fanatismo religioso, la Inquisición y las supersticiones. Josep Gudiol fechó la serie de las brujas entre 1794 y 1795, coincidiendo con el periodo de recuperación del pintor tras una grave enfermedad que lo dejó completamente sordo entre 1792 y 1793. Volviendo poco a poco al trabajo, Goya se centró en pintar obras más pequeñas que requerían menos esfuerzo físico. También pintó cada vez más composiciones dictadas por su propia imaginación, evitando los patrones existentes y liberándose de los cánones generalmente aceptados. Según el historiador del arte José Luis Morales y Marín, esta serie fue expuesta por Goya en la Real Academia de Bellas Artes de San Fernando en 1799 como "Seis extraños caprichos". Los duques probablemente tomaron prestadas las pinturas de Goya, posiblemente para ayudar a promover Los caprichos, que se publicaron el mismo año. 

## Interpretación
La escena representa a un grupo de cinco brujas ancianas realizando un hechizo nocturno bajo la pálida luz de la luna. La luna creciente arriba a la derecha marca el comienzo de la noche. La última luz del día cae en el horizonte, donde es visible el contorno de un pueblo. La aparición de las brujas es aterradora. Algunas tienen caras que parecen calaveras, con frentes planas y dientes afilados que se muestran en sonrisas maliciosas. Cuatro brujas están vestidas de negro como sacerdotisas del diablo, una lleva un manto amarillento típico de las alcahuetas, y la figura de blanco es su víctima, rodeada.
La primera bruja de la izquierda sostiene un candil en un mango y cuenta hasta tres con los dedos, refiriéndose a los bebés secuestrados en la cesta que lleva otra bruja. La siguiente sostiene un pequeño bebé o un muñeco de cera, al que perfora con alfileres. Lleva un tocado negro de dos puntas adornado con pequeños murciélagos en cada extremo, o los murciélagos se enganchan y elevan los pliegues de su manto, dándole la forma de una mitra satánica.
La tercera bruja, con un pañuelo blanco en la cabeza, lee un conjuro o canta de un libro que ilumina con la vela que sostiene, como un misal de iglesia. Una figura demoníaca volando justo encima de las cabezas de las brujas la acompaña con un sonido macabro, golpeando huesos sostenidos en sus manos. Desciende del cielo como un ángel, sus piernas se desvanecen en la oscuridad. Podría ser el mismo Diablo o Saturno, el señor de las brujas y de todas las criaturas nocturnas, la Muerte, o la «reina del sabbat». La bruja de la derecha sostiene una cesta con tres bebés desnudos que lloran y levantan las manos en señal de súplica. Tanto la llama del candil como el sonido de los huesos pueden simbolizar la muerte inminente de los niños. Un gran búho arranca el pañuelo de la cabeza de la bruja, dejando al descubierto una calvicie que en la época del pintor era signo de sífilis, asociada a la prostitución. Otros búhos y murciélagos (animales que se creía que bebían sangre) vuelan en el aire, sus ojos brillando en la oscuridad.
En el suelo, la quinta bruja, una alcahueta con un manto amarillento, se acerca a la aterrorizada figura más joven, ya sea hombre o mujer (el género es ambiguo). Mediante gestos y palabras engañosas, intenta atrapar a la persona supersticiosa y atraerla con promesas.  Parece que la víctima de las brujas fue despertada en mitad de la noche y sacada de la cama. Vestida únicamente con un camisón blanco, la figura parece paralizada por el miedo, arrodillada en el suelo con las manos juntas y los ojos abiertos de par en par por el terror; puede ser un gesto de petición de clemencia. En el siglo XVIII, se creía que los vuelos de brujas y otros hechizos ocurrían en los sueños y la imaginación de las mujeres, no en la realidad. Esta puede ser la razón por la que la figura está representada en camisón, similar a algunas mujeres en El aquelarre.
La fantasía y la realidad se entremezclan en la escena: las brujas y sus compañeros alados pertenecen a un mundo imaginario, mientras que la realidad está representada por la figura agachada en primer plano. El grupo de brujas de negro tiene una apariencia más diabólica, mientras que la de amarillo parece más humana. La composición se centra en esta figura y en su víctima con la camisola blanca. Es posible que el cuadro represente una escena teatral, con las dos figuras principales en amarillo y blanco, y las cuatro brujas en papeles secundarios. El cuadro es muy oscuro, especialmente la esquina inferior izquierda, que está ocupada casi en su totalidad por un triángulo negro. Sólo la parte central, donde se alzan las brujas, está iluminada. También es típica del teatro la disposición de las figuras: por ejemplo, ninguna de ellas está de espaldas. La figura arrodillada, que debería estar de frente a las brujas, mira parcialmente hacia adelante, girando simplemente la cabeza en su dirección. 
Según Manuela Mena, la escena de las brujas sirve principalmente para señalar las causas reales de las muertes infantiles. Contrariamente a las supersticiones generalizadas entre el vulgo, no son las brujas las que los hechizan, secuestran y matan, sino las enfermedades venéreas, cuya principal causa era la prostitución. Según Frank Irving, el tema de este cuadro tiene su origen en la literatura. Puede hacer referencia al auto de fe de 1610 celebrado en Logroño  y descrito en la Relación de la quema en la hoguera de Logroño. El amigo de Goya, el dramaturgo Leandro Fernández de Moratín, escribió un comentario satírico y crítico sobre este relato. Comenzó a trabajar en él en 1797 y lo publicó junto con el original en 1812. En esta obra se describe una disputa entre dos brujas, una de las cuales se vengó de la otra. Con la ayuda del diablo y otras brujas, Graciana despertó a su rival Marijuana en mitad de la noche y la envenenó. Según Irving, estos personajes son la mujer vestida de amarillo y la de blanco.

## Técnica
La composición tiene forma de hexagrama, con el centro situado en el grupo de figuras principales y la cima en la cabeza de la figura voladora. Esta composición, también utilizada en La cocina de las brujas, se asemeja al Sello de Salomón, un símbolo mágico empleado en brujería tanto para invocar al diablo como para hechizar a los enemigos.
Predominan los colores oscuros, interrumpidos por azules brillantes y luminosos. El efecto dramático de esta composición fue realzado por el uso del color por parte de Goya: comenzando con una capa de pintura negra que cubría todo el lienzo, aplicó los colores de manera que crearan áreas brillantes mientras preservaban la negrura del fondo.

## Procedencia
El patrimonio de los duques de Osuna fue dilapidado en gran parte por sus herederos, especialmente por el XII duque de Osuna, Mariano Téllez-Girón. En 1896 se celebró en Madrid una subasta pública de los bienes y la colección de arte de la familia. Los cuadros de la serie de las brujerías fueron posteriormente vendidos a distintos propietarios. El conjuro y El aquelarre pertenecieron a Rodrigo Figueroa y Torres, I Duque de Tovar, a quien José Lázaro Galdiano los adquirió en 1928. 